# Aube (Moselle)

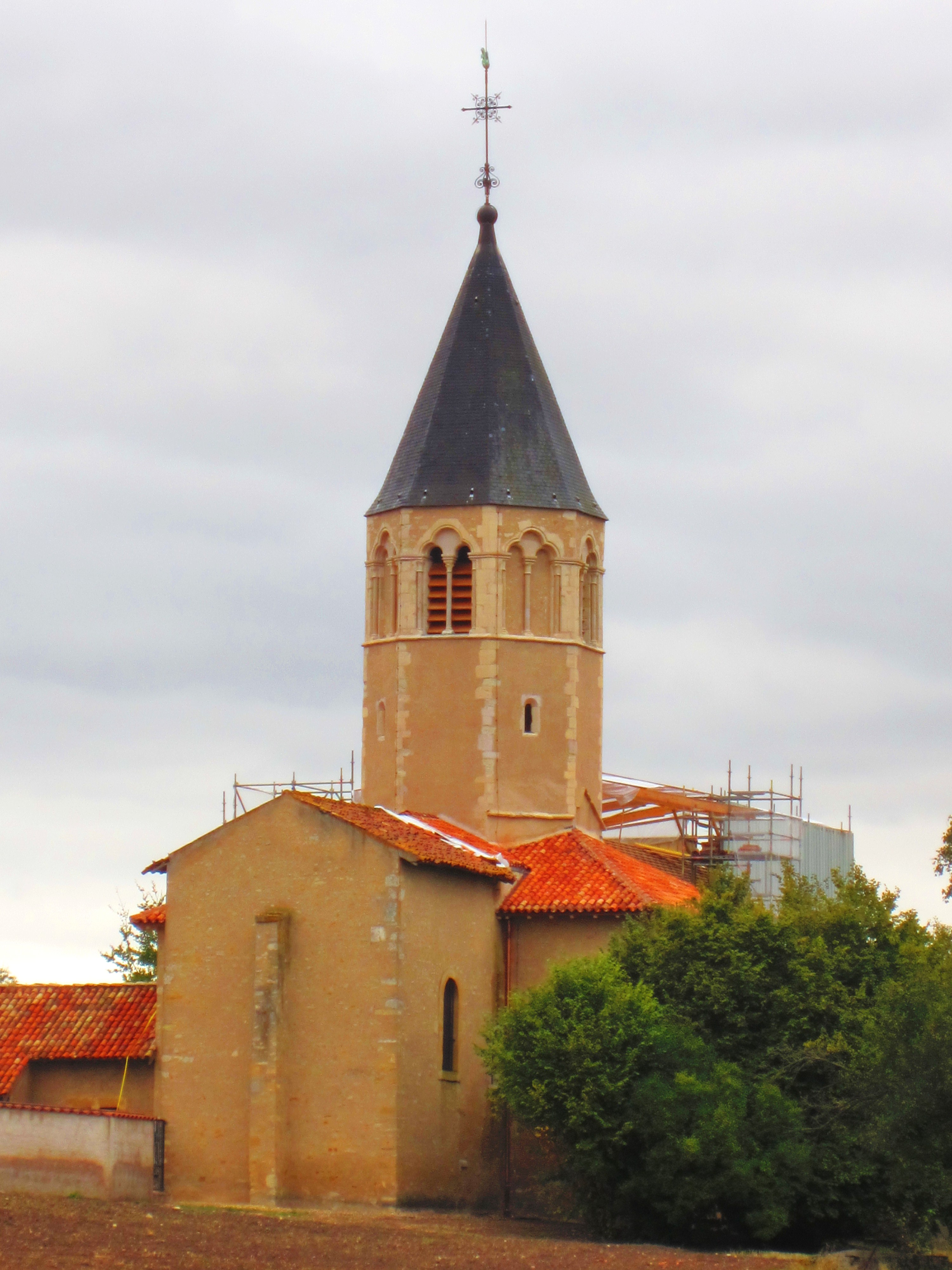
Kirche Mariæ Himmelfahrt (13. Jh.)

Aube (deutsch Alben) ist eine französische Gemeinde mit 266 Einwohnern (Stand 1. Januar 2022) im Département Moselle in der Region Grand Est (bis 2015 Lothringen). Sie gehört zum Arrondissement Metz.

## Geographie
Aube liegt in Lothringen, etwa 17 Kilometer südöstlich von Metz, acht Kilometer südlich von Pange und vier Kilometer nordwestlich von Remilly, an einem Bach,  auf einer Höhe zwischen 219 und 282 Meter über dem Meer. Das 5,32 km² umfassende Gemeindegebiet reicht im Norden bis in das Tal der Französischen Nied.

## Geschichte
Das Dorf wurde 1145 erstmals erwähnt. Es gehörte früher zum Bistum Metz. Hier bestand einst das Zisterzienserpriorat Alba.
Durch den Frankfurter Frieden vom 10. Mai 1871 kam die Region an das deutsche Reichsland Elsaß-Lothringen, und das Dorf wurde dem Landkreis Metz im Bezirk Lothringen zugeordnet. Die Dorfbewohner betrieben Getreide-, Obst- und Gemüsebau sowie Geflügelzucht.
Nach dem Ersten Weltkrieg musste die Region aufgrund der Bestimmungen des Versailler Vertrags 1919 an Frankreich abgetreten werden und wurde Teil des Département Moselle. Im Zweiten Weltkrieg war die Region von der deutschen Wehrmacht besetzt.

### Demographie
| Anzahl Einwohner seit Ende des Zweiten Weltkriegs | Anzahl Einwohner seit Ende des Zweiten Weltkriegs | Anzahl Einwohner seit Ende des Zweiten Weltkriegs | Anzahl Einwohner seit Ende des Zweiten Weltkriegs | Anzahl Einwohner seit Ende des Zweiten Weltkriegs | Anzahl Einwohner seit Ende des Zweiten Weltkriegs | Anzahl Einwohner seit Ende des Zweiten Weltkriegs | Anzahl Einwohner seit Ende des Zweiten Weltkriegs | Anzahl Einwohner seit Ende des Zweiten Weltkriegs |      |
| ------------------------------------------------- | ------------------------------------------------- | ------------------------------------------------- | ------------------------------------------------- | ------------------------------------------------- | ------------------------------------------------- | ------------------------------------------------- | ------------------------------------------------- | ------------------------------------------------- | ---- |
| Jahr                                              | 1962                                              | 1968                                              | 1975                                              | 1982                                              | 1990                                              | 1999                                              | 2007                                              | 2008                                              | 2019 |
| Einwohner                                         | 201                                               | 193                                               | 180                                               | 182                                               | 211                                               | 203                                               | 254                                               | 261                                               | 269  |

## Sehenswürdigkeiten
- Kirche Mariæ Himmelfahrt, interessanter einschiffiger Bau der romanischen Übergangszeit des beginnenden 13. Jahrhunderts[2]